# Averøy
Averøy és un municipi situat al comtat de Møre og Romsdal, Noruega. Té 5.826 habitants (2016) i té una superfície de 176 km². El centre administratiu del municipi és el poble de Bruhagen.
El municipi inclou l'illa principal d'Averøya i les moltes petites illes que l'envolten. Els fiords Kornstadfjorden, Kvernesfjorden, i Bremsnesfjorden envolten el municipi en tres costats i l'oceà limita amb el quart costat.